# جوزپه استاتلا
جوزپه استاتلا (ایتالیایی: Giuseppe Statella؛ زادهٔ ۱۵ مارس ۱۹۸۸) بازیکن فوتبال اهل ایتالیا است.

## باشگاهی
از باشگاه‌هایی که در آن بازی کرده‌است می‌توان به باشگاه فوتبال تورینو، باشگاه فوتبال سالرنیتانا، باشگاه فوتبال باری، باشگاه فوتبال بنونتو، و باشگاه فوتبال پرو ورچلی اشاره کرد.

## تیم ملی
وی همچنین در تیم ملی فوتبال زیر ۱۹ سال ایتالیا بازی کرده‌است.